# Luigi Grassi (1891-1970)
Pour les articles homonymes, voir Luigi Grassi et Grassi (homonymie).
Luigi Grassi, né le 8 décembre 1891 à Milan, et mort le 29 mai 1970, est un homme politique italien. Il a été sénateur de la quatrième législature.